# Greta Sanner
Maria Margaeta (Greta) Sanner, född 7 juni 1902 i Stockholm, död 28 mars 1998 i Falun, var en svensk småskollärare och målare.
Hon var adoptivdotter till Claes Arvid Sedell och Anna Eriksson och från 1924 gift med barnläkaren Knut Ejnar Sanner och mor till Erland Sanner samt farmor till Eva Sanner. 
Hon utexaminerades som småskollärare 1924 och bedrev därefter konststudier privat för Theodor Glasell och Hans Norsbo dessutom deltog hon under tre års tid i sommarkurser för Hertha Olivet och Ingvar Elén samt två år för Tore Hultcrantz och Erik Lindholm vid Arbetarnas bildningsförbunds målarskola i Falun. Hon medverkade i samlingsutställningar arrangerade av Dalarnas konstförening. Hennes konst består av blomsterstilleben och landskapsmålningar utförda i akvarell samt batikarbeten.   